# Feria de Torreón
Az évente augusztusban és szeptemberben megrendezett Feria de Torreón (korábbi nevén Feria del Algodón) a mexikói Torreón város legnagyobb fesztiválja. A rendezvény körülbelül egy hónapig tart, ezalatt (belépődíj ellenében) számos koncert, valamint szórakoztató és kulturális előadás tekinthető meg.

## Története
A fesztivál története 1924-ig nyúlik vissza: ekkor hívták életre a helyi mezőgazdasági kamara vállalkozói, az El Siglo de Torreón újság és a helyi Rotary Club. Első alkalommal még a Plaza de Armas téren rendezték meg, és csak egy kisebbfajta búcsúhoz hasonlított. A környék legfontosabb terménye, a gyapot betakarításának kezdetét ünnepelték meg vele, ezért tartották szeptemberben, és ezért nevezték sokáig Feria del Algodónnak, azaz gyapotfesztiválnak. Másodjára 1932-ben rendezték meg ugyanazok, akik az elsőt is, ekkor Torreón várossá nyilvánításának 25. évfordulóját is ünnepelték vele. Ezután hosszabb szünet következett, majd 1946-ban ismét megrendezésre került. Ez alkalommal különféle játékokban is részt lehetett venni, az egyik legnépszerűbb például az volt, amikor a szökőkutakban lehetett ajándéktárgyakért „horgászni”, illetve 1 pesóért tombola is kapható volt, ahol a főnyereményt gyermekbiciklik jelentették.
Ettől kezdve azonban rendszeressé vált a fesztivál, és évről évre növekedett. 1956-ig mindig a Plaza de Armas volt a helyszín, majd 1957-ben és 1958-ban a Bosque Venustiano Carranza nevű hatalmas parkban tartották meg, ám a környék lakói tiltakoztak a túlzott zaj és forgalom miatt, ezért 1959-re áthelyezték az Alameda környékére, ahol a fesztivál idejére a környező utcákat fából készült akadályokkal zárták el az autóforgalom elől. Itt 1966-ig tartották, 1967-től 1976-ig pedig az Estadio Revolución nevű stadionban. Innen is a környék lakóinak tiltakozása miatt költöztették el, méghozzá egy, a belvárostól messzebb eső, poros területre, ami azonban nem hozott sok sikert, ezért két alkalom után ismét a stadionban rendezték meg három éven keresztül. 1982-re saját, 30 hektárt is meghaladó területet építettek neki az Ignacio Allende városrészben, azóta ott tartják.
Az idők során a fesztivál elnevezése is többször változott. Kezdetben Feria del Algodón volt, később kiegészült Feria del Algodón y de la Uva alakra („gyapot- és szőlőfesztivál”), majd Feria del Algodón, Comercial, Industrial y de la Uva lett („kereskedelmi, ipari, gyapot- és szőlőfesztivál”), végül pedig egyszerűen Feria de Torreónra nevezték át.